# Laevipeneroplis
Laevipeneroplis es un género de foraminífero bentónico de la familia Peneroplidae, de la superfamilia Soritoidea, del suborden Miliolina y del orden Miliolida. Su especie tipo es Peneroplis planatus var. laevigatus. Su rango cronoestratigráfico abarca desde el Mioceno hasta la Actualidad.

## Clasificación
Laevipeneroplis incluye a las siguientes especies:
- Laevipeneroplis bradyi
- Laevipeneroplis laevigatus
- Laevipeneroplis malayaensis
- Laevipeneroplis planatus
- Laevipeneroplis proteus

Otras especies consideradas en Laevipeneroplis son:
- Laevipeneroplis karreri, aceptado como Peneroplis karreri
- Laevipeneroplis discoideus, aceptado como Cycloputeolina discoidea